# Ремизов, Фёдор Тимофеевич
Фёдор Тимофеевич Ремизов (3 сентября 1895, Ставропольская губерния — 2 мая 1974, Москва) — советский военный деятель, генерал-лейтенант танковых войск (1943 год).

## Биография
Фёдор Тимофеевич Ремизов родился 3 сентября 1895 года в селе Кручёная Балка Медвеженского уезда Ставропольской губернии (ныне в Сальском районе, Ростовская область).

### Первая мировая и гражданская войны
В 1915 году был призван в ряды Русской императорской армии и в чине унтер-офицера принимал участие в боевых действиях на Кавказском фронте Первой мировой войны.
В марте 1918 года вступил в ряды отрядов Красной гвардии под командованием Морозова и Крайнюка, действовавших под Царицыном. В мае вступил в ряды РККА, после чего служил 1-й Донской советской кавалерийской бригаде, а затем в 21-м кавалерийском полку (4-я кавалерийская дивизия, 1-я Конная армия) в качестве красноармейца, командира взвода, помощника командира эскадрона и начальника разведки полка, командира эскадрона.

### Межвоенное время
В ноябре 1921 года Ремизов был направлен на учёбу в 6-ю Таганрогскую кавалерийскую школу, после окончания которой с сентября 1923 года вновь служил в 21-м кавалерийском полку (4-я Ленинградская кавалерийская дивизия) на должностях командира учебного взвода, помощника командира и командира эскадрона.
В 1924 году вступил в ряды ВКП(б).
В сентябре 1925 года был направлен на учёбу в Военную академию имени М. В. Фрунзе, по окончании которой в августе 1929 года был назначен на должность командира эскадрона 37-го кавалерийского полка (7-я кавалерийская дивизия).
В марте 1930 года был направлен на учёбу на Ленинградских автобронетанковых курсах РККА, по окончании которых в августе 1930 года служил в 11-м бронетанковом дивизионе (1-й Конный корпус, Украинский военный округ) на должностях помощника командира и командира дивизиона.
В ноябре 1931 года был назначен на должность командира 1-го механизированного полка (1-я кавалерийская дивизия), в марте 1934 года — на должность командира 22-го механизированного полка (22-я кавалерийская дивизия, Забайкальский военный округ), в сентябре 1937 года — на должность преподавателя тактики Пензенского кавалерийского училища, в феврале 1938 года — на должность старшего преподавателя тактики Пензенского артиллерийского училища, а в январе 1939 года — на должность помощника командира по стрелковой части 5-го механизированного корпуса. Принимал участие в походе в Западную Украину в 1939 году, а также при присоединении Прибалтики в 1940 году.
В мае 1940 года был назначен на должность начальника 1-х Слуцких стрелково-пулемётных курсов, в июле — на должность заместителя командира 3-го механизированного корпуса (Прибалтийский военный округ), а в августе 1940 года — на должность командира 18-й танковой дивизии (7-й механизированный корпус, Московский военный округ).

### Великая Отечественная война
Дивизия под командованием Ф. Т. Ремизова с начала июля на Западном фронте вела тяжёлые оборонительные бои на Западной Двине и Днепр, прикрывая направление Борисов — Смоленск — Ярцево. С 6 по 8 июля дивизия приняла участие в провальном контрударе фронта из района севернее Орши по направлению на Сенно.
В августе 1941 года Ремизов был назначен на должность командира 127-й танковой бригады, участвовавшей Смоленском сражении.
В октябре того же года был назначен на должность командира 145-й танковой бригады, участвовавшей в Можайско-Малоярославецкой, Клинско-Солнечногорской оборонительной и наступательной операции, в боях за Волоколамск, а также при прорыве обороны противника на реке Лама и его преследовании на гжатском направлении.
В мае 1942 года был назначен на должность заместителя командующего 20-й армией по танковым войскам, в июне того же года — на должность командира 27-го танкового корпуса, формировавшегося в составе Московского военного округа, в сентябре — на должность заместителя командующего войсками Калининского фронта по танковым войскам, затем — на должность начальника автобронетанкового управления, 6 апреля 1943 года — на должность командующего бронетанковыми и механизированными войсками Калининского фронта, а в декабре 1943 года — на должность командующего Тульским военным танковым лагерем, обеспечивавшим формирование и обучение танковых и механизированных частей для действующей армии.
В июле 1944 года был назначен на должность командующего бронетанковыми и механизированными войсками 2-го Прибалтийского, а затем — на должность командующего бронетанковыми и механизированными войсками 4-го Украинского фронтов, участвовавших в Ленинградско-Новгородской, Прибалтийской, Моравско-Остравской и Пражской операциях.

### Послевоенная карьера
После окончания войны Ремизов был назначен на должность командующего бронетанковыми и механизированными войсками Прикарпатского военного округа, а затем — на должность командующего бронетанковыми и механизированными войсками Южно-Уральского военного округа.
Генерал-лейтенант танковых войск Фёдор Тимофеевич Ремизов в августе 1947 года вышел в запас. Умер 2 мая 1974 года в Москве. Похоронен на Введенском кладбище (29 уч.).

## Награды
Награды СССР
- Два ордена Ленина;
- Три ордена Красного Знамени;
- Орден Кутузова 1-й степени;
- Орден Суворова 2-й степени;
- Медали[1].
- Иностранные награды.